# Conjunto Urbano Nonoalco Tlatelolco
El Conjunto Urbano Presidente Adolfo López Mateos de Nonoalco Tlatelolco, conocido también como Tlatelolco, es un conjunto habitacional ubicado en el centro de la Ciudad de México, diseñado bajo los preceptos del movimiento moderno. El conjunto, al igual que la zona histórica donde se asienta, son Patrimonio Cultural de la Ciudad de México.

## Características
Dicha unidad se encuentra dentro de la alcaldía Cuauhtémoc y está delimitada por las siguientes colonias y avenidas:
- Al norte por el Eje 2 Norte, Manuel González; limita con las colonias San Simón Tolnáhuac y Ex-Hipódromo de Peralvillo.
- Al sur por la avenida Ricardo Flores Magón, anteriormente conocida como Calzada Nonoalco; limita con la colonia Guerrero.
- Al poniente por la Avenida de los Insurgentes Norte; limita con la colonia Atlampa.
- Al oriente por el Paseo de la Reforma Norte; limita con la colonia Morelos.

## Historia

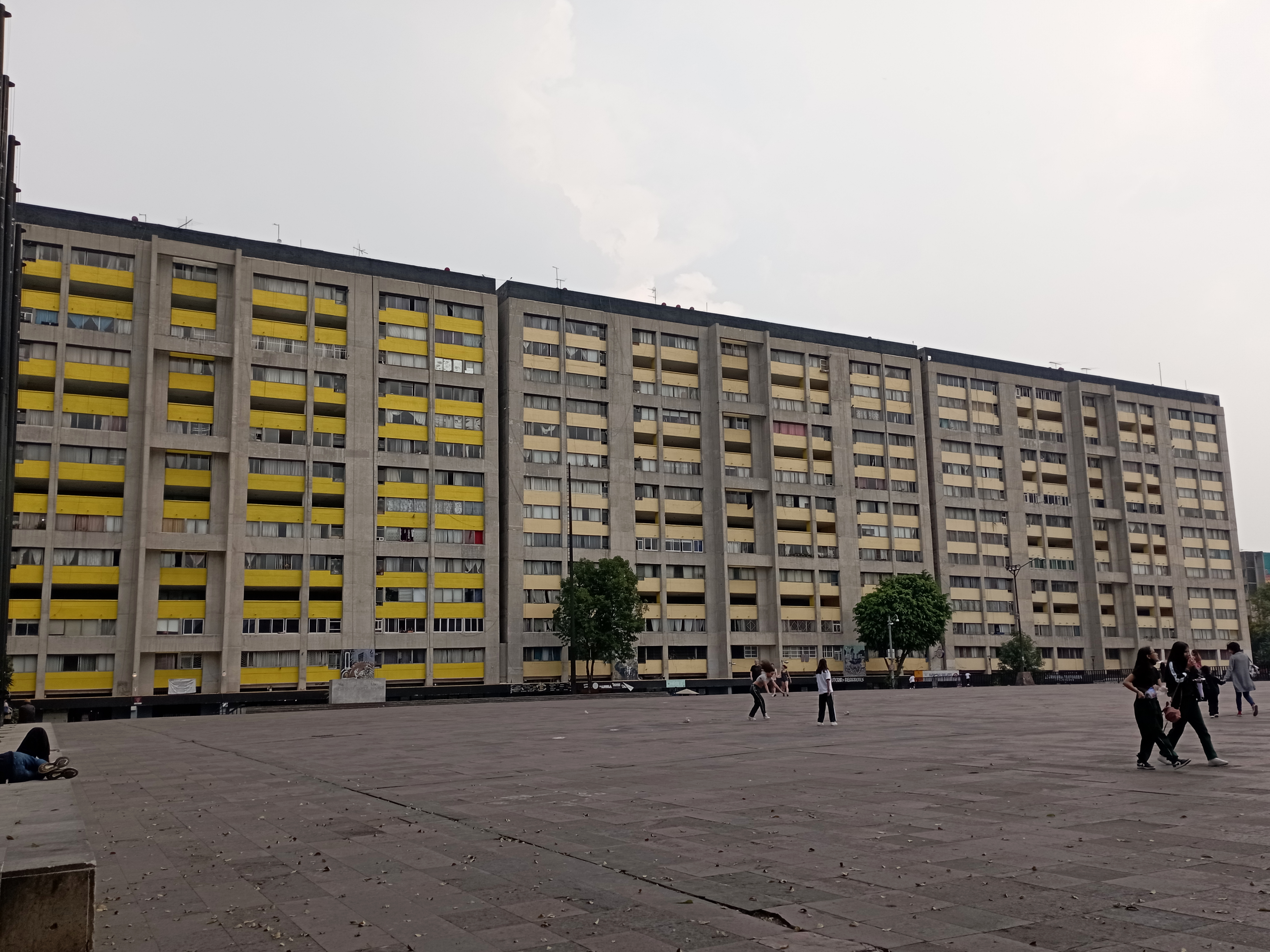
Edificio Chihuahua.

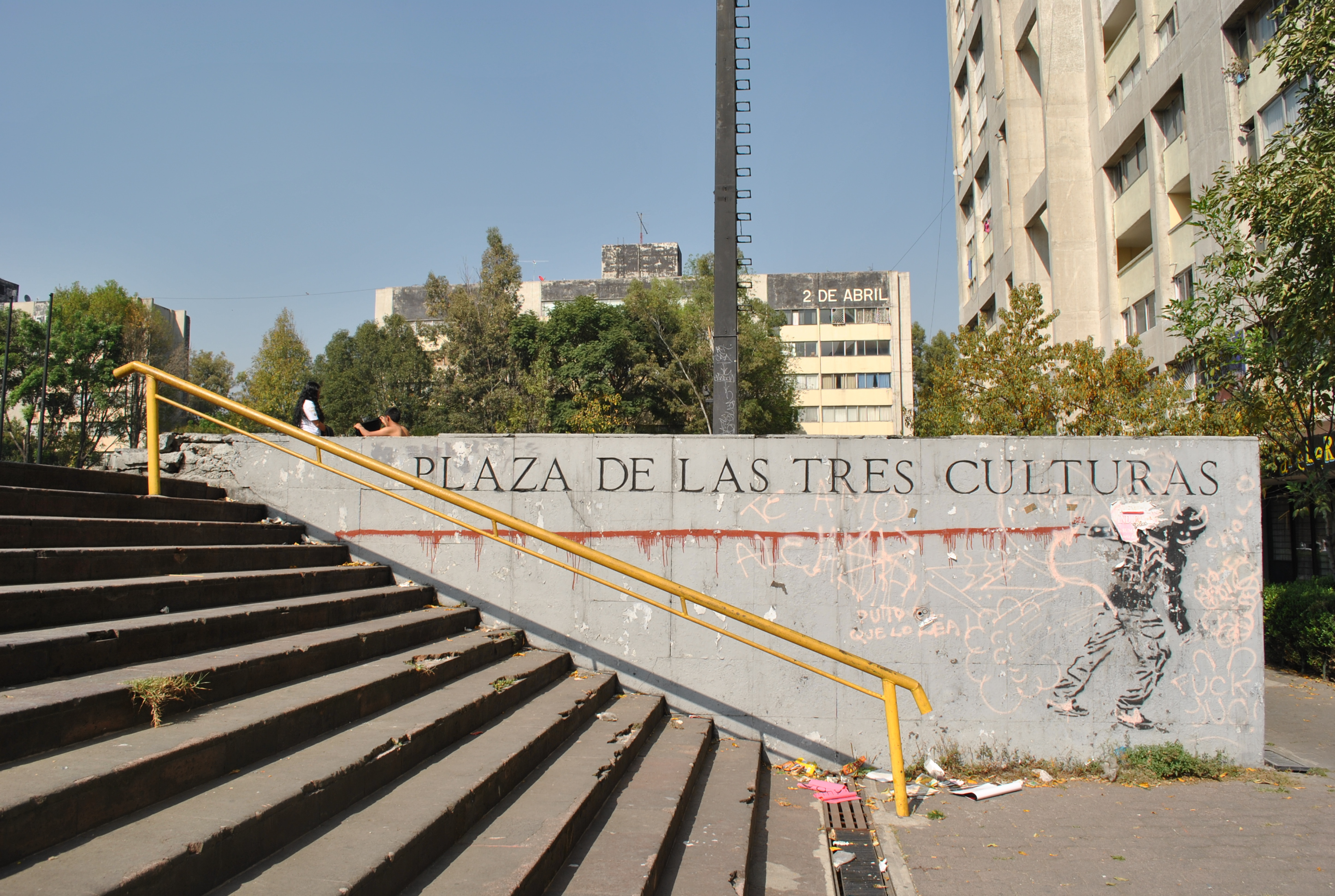
Plaza de las Tres Culturas con arte urbano (callejero).

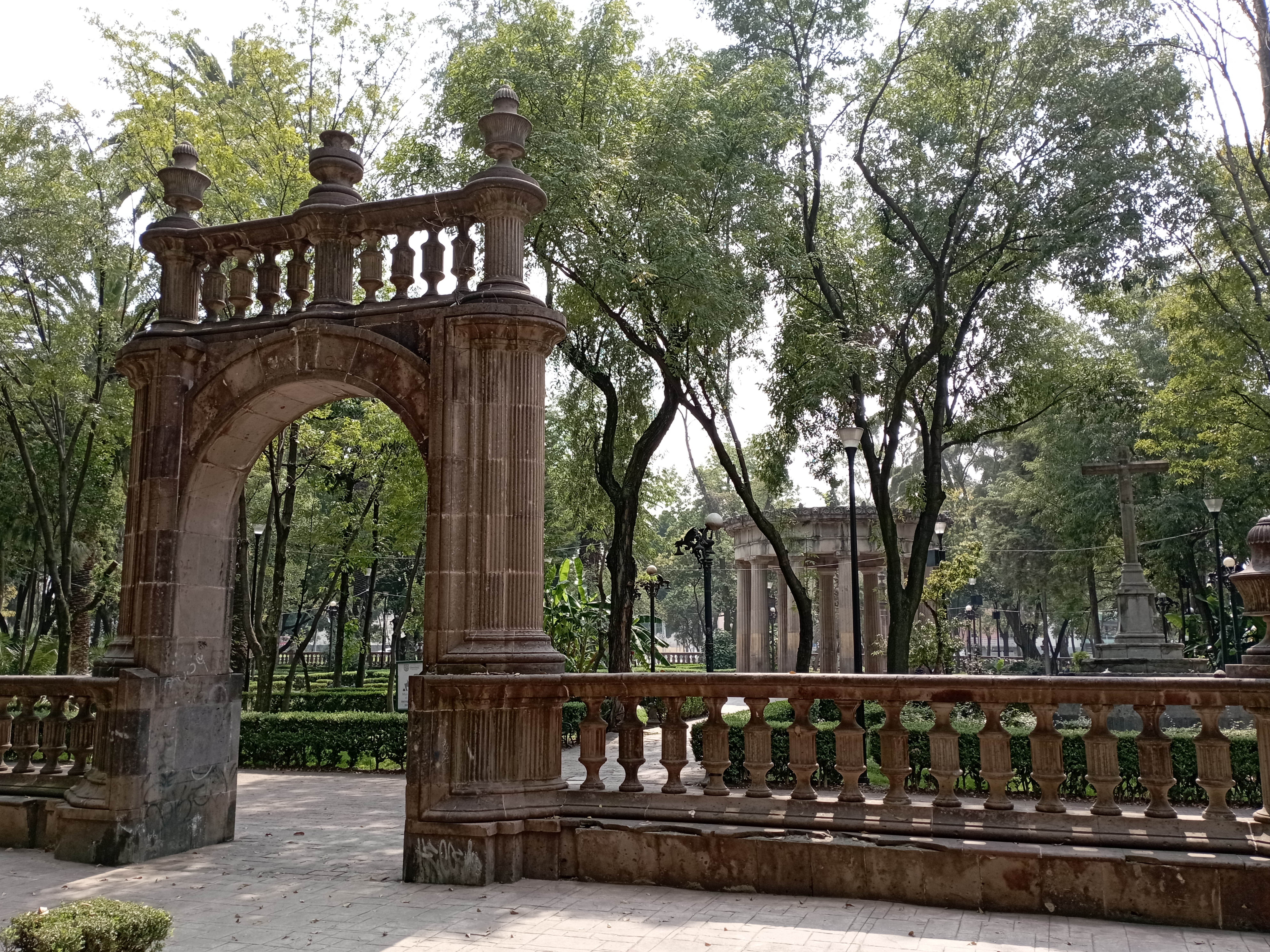
Jardín de Santiago.

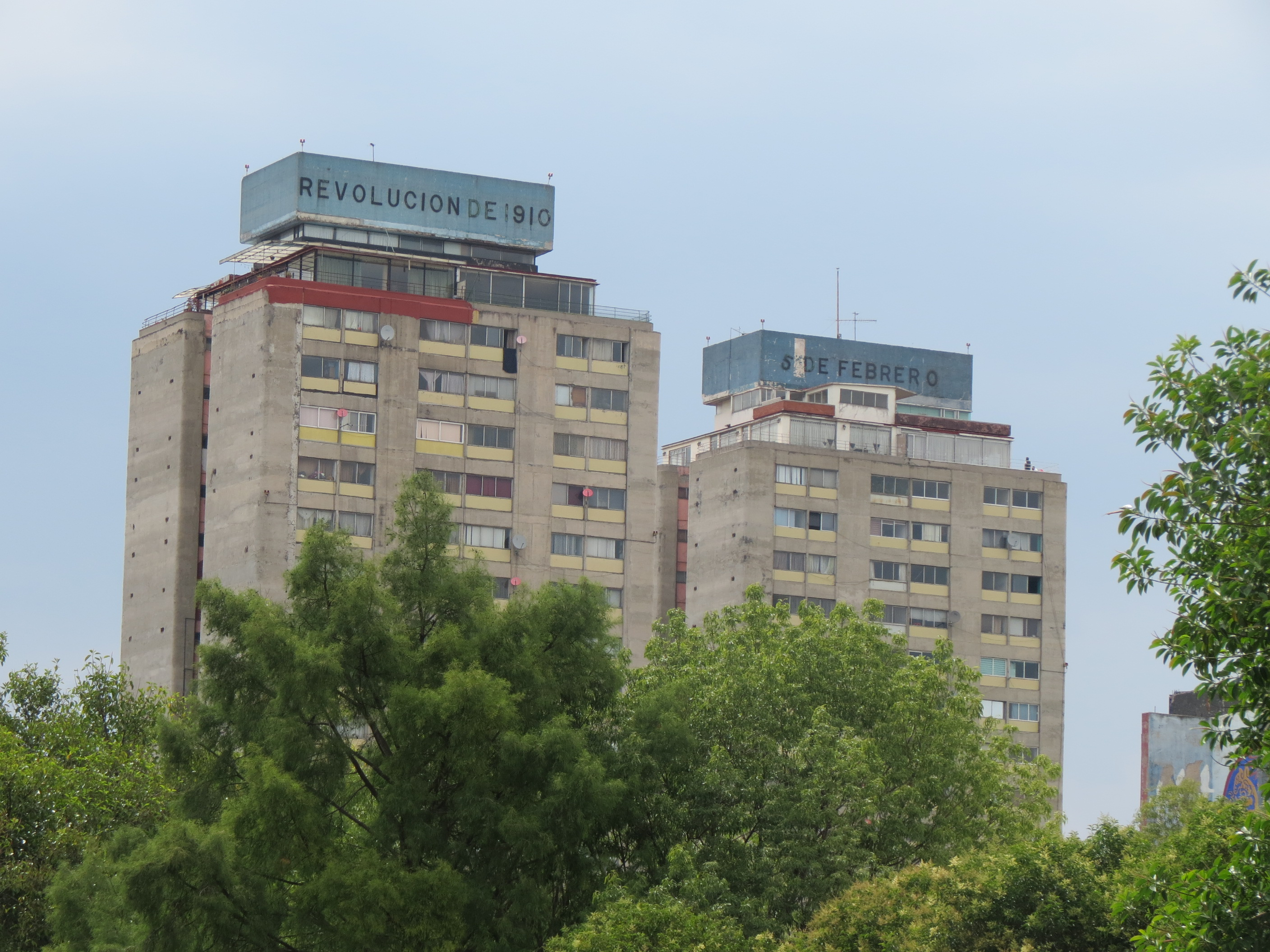
Edificios Revolución de 1910 y 5 de febrero.

Su construcción inició en el año de 1960. Fue proyectada por el arquitecto Mario Pani, asistido por los arquitectos Luis Ramos Cunningham y Ricardo de Robina, en 964,000 m² de extensión que fueran lotes baldíos del Sindicato Ferrocarrilero y talleres de la empresa La Consolidada. También se localizaban ahí pequeños almacenes pertenecientes a la estación de Buenavista y algunas viviendas irregulares. El Instituto de Ingeniería de la UNAM participó en el estudio de las estructuras y de las cimentaciones. Casi todos los edificios se diseñaron utilizando cascarones de concreto invertidos, con una notable economía de costos en cimentación.
Originalmente, Pani contemplaba regenerar lo que identificó como una “herradura de tugurios” que rodeaba la ciudad, reubicando a los marginados en más de quince super manzanas que irían desde la Avenida de los Insurgentes hasta San Lázaro. Varios ejes viales las atravesarían con dirección al Zócalo. Los tres bloques que se concluyeron fueron llamados La Independencia, La Reforma y La República, aludiendo a éstas los nombres de los edificios en cada una.
La construcción del Centro Urbano implicó la eliminación de alrededor de 1 000 viviendas ubicadas en los terrenos pertenecientes a Ferrocarriles Mexicanos. También resultaron afectadas casas de las colonias colindantes como Guerrero, San Simón Tolnáhuac y Ex Hipódromo de Peralvillo. Fueron desplazadas más de 7,000 personas en total. Aunque en el proyecto original de recuperación de la “herradura de tugurios” se contemplaba la participación de los afectados en la adquisición de vivienda a precios accesibles por medio de un programa crediticio, las condiciones posteriores de venta impidieron a la población pobre desplazada acceder a este conjunto habitacional. Sólo 16 edificios formaron parte de un programa social reservado para funcionarios del ISSSTE. Las autoridades orientaron el resto de las viviendas recién construidas hacia los sectores medios, que fueron vendidas como condominios. De este modo, “Tlatelolco presenta la imagen de lo que hubiera sido el centro de la ciudad, de haberse llevado a cabo el proyecto de erradicación del cinturón de miseria” o herradura de tugurios.
Tlatelolco concretaba lo que Carlos Monsiváis llamó “la utopía del México sin vecindades”: 11,916 departamentos y 2,323 cuartos de servicio en 102 edificios con 688 locales comerciales y 6 estacionamientos cubiertos con 649 cajones. Además, fueron incluidas 22 escuelas (11 preprimarias, 8 primarias y 3 secundarias), guarderías, 6 hospitales y clínicas, 3 centros deportivos, 12 edificios de oficinas administrativas, una central telefónica, 4 teatros y un cine diseñado por Julio de la Peña.
El conjunto fue inaugurado el 21 de noviembre de 1964 por el presidente Adolfo López Mateos.
Se planeó en promedio para familias con tres y medio salarios mínimos de la época (el salario mínimo en 1970 era de 32 viejos pesos, que a la tasa de interés actual corresponderían a 174.96 pesos), siendo los más baratos los de la primera sección y los más caros los de la tercera.
En lo referente a las instalaciones hidrosanitarias, se instaló la red de agua para doble uso, basado en un sistema que el propio Pani denominó "vacumático".
Este macro-conjunto habitacional cumple con las propuestas urbanísticas hechas por el movimiento moderno, contando con 1 000 habitantes por hectárea; 461,471 m², más de la mitad del área original, quedaron como espacios libres (plazas, andadores y jardines) y todos los servicios estaban integrados en los edificios. Planeado para casi 15 mil viviendas, distribuidas en edificios multifamiliares de diferentes alturas, Nonoalco Tlatelolco representó una propuesta de alta densidad con carácter ejemplar.
En las tres super-manzanas, separadas por ejes norte-sur, sembró una composición ortogonal de tres tipos de edificios que corresponden a tres tipologías de vivienda: los edificios bajos, de cuatro niveles; los bloques de ocho pisos, perpendiculares a los anteriores, y los de 14 pisos, con comercios en sus niveles inferiores. En el Eje Central y en Reforma fueron construidas torres de 20 pisos.
A través de Administradora Inmobiliaria S.A., 84 eran administrados por el entonces Banco Nacional Hipotecario Urbano y de Obras Públicas (Banobras) y 16 por el ISSSTE, quedando dos de las torres, llamadas Suites Tecpan, en régimen de comodato a las respectivas asociaciones de vecinos. El 8 de febrero de 1974, los residentes de los edificios Arteaga, Lerdo de Tejada y Jesús Terán inician una asociación vecinal de autoadministración que luego siguen los demás edificios.
Un extremo del complejo está definido por la Plaza de las Tres Culturas, la zona arqueológica de Tlatelolco y la Torre de Tlatelolco obra del arquitecto Pedro Ramírez Vázquez para la Secretaría de Relaciones Exteriores y actual Centro Cultural Universitario Tlatelolco, de 25 pisos.
El otro extremo se halla la Torre Insignia, de 25 pisos, diseñada por Pani como sede para Banobras. En la parte superior alberga un carrillón donado en 1964 por el gobierno de Bélgica.
Sobre la Avenida Insurgentes existe la estación Manuel González de la Línea 1 del Metrobús, que corre desde Indios Verdes hasta la salida a Cuernavaca.
En el Eje 1 Poniente, fue inaugurada la Línea 3 del Metrobús que va desde Tenayuca hasta la colonia Narvarte y Tlatelolco cuenta con una estación del mismo nombre.

## Hechos importantes

### Tratado de Tlatelolco
Tlatelolco es conocido por haber celebrado en 1967 el Tratado de Tlatelolco, para la erradicación de las armas nucleares en América Latina y el Caribe, firmado por los representantes de los 33 países de la zona, además de los Estados Unidos, Francia, el Reino Unido, la República Popular de China y algunas de las repúblicas de la desintegrada Unión Soviética.

### Matanza estudiantil de la Plaza de las Tres Culturas
La tarde del 2 de octubre de 1968, días después de la salida del ejército de los campus de la UNAM y del IPN, miles de personas se reunieron en la Plaza de las Tres Culturas en Tlatelolco ante la vigilancia del ejército. Por su parte, miembros del Batallón Olimpia (cuyos integrantes iban vestidos de civiles con un pañuelo o guante blanco en la mano izquierda) se infiltraban en la manifestación hasta llegar al edificio Chihuahua, donde se encontraban los oradores del movimiento y varios periodistas.
Luis González de Alba explica la elección del lugar “por ser una explanada muy amplia y estar cerca de las escuelas politécnicas del Casco de Santo Tomás. […] Además, frente a la plaza se encuentra el edificio Chihuahua, en cuyo tercer piso, una terraza muy amplia donde paran los elevadores, se podían instalar el sonido y la tribuna”.
Cerca de las seis de la tarde, casi finalizado el evento, un helicóptero sobrevoló la plaza del cual se dispararon bengalas, presumiblemente, como señal para que los francotiradores del Batallón Olimpia abrieran fuego en contra de los manifestantes y militares que resguardaban el lugar, para hacerles creer a estos últimos, que los estudiantes eran los agresores. Los militares, en su intento de defenderse, repelieron la agresión, pero ante la confusión, los disparos no fueron dirigidos contra sus agresores, sino hacia la multitud de manifestantes que se encontraban en la plaza.
Muchos manifestantes que lograron escapar del tiroteo se escondieron en algunos departamentos de los edificios aledaños, pero esto no detuvo al ejército, que sin orden judicial, irrumpieron a cada uno de los departamentos de todos los edificios para capturar a los manifestantes. Aún se desconoce la cifra exacta de los muertos y heridos. El gobierno mexicano manifestó en 1968 que fueron sólo 20 muertos. De acuerdo con Paco Ignacio Taibo II, quien en 1993 encabezó una Comisión de la Verdad sobre estos sucesos, en esa trágica tarde fueron disparados 15 mil proyectiles y hubo más 300 muertos, además de 700 heridos y cinco mil estudiantes detenidos.
29 años después de la masacre, en octubre de 1997, el congreso mexicano formó un comité para investigar la masacre de Tlatelolco. El comité tomó testimonio a varios testigos y activistas políticos involucrados, incluyendo al expresidente de México Luis Echeverría Álvarez (quien en aquella época era Secretario de Gobernación). Echeverría admitió que los estudiantes estaban desarmados y también sugirió que la acción militar fue planificada anticipadamente para destruir o debilitar el movimiento estudiantil en México de 1968.
Como recuerdo a este acontecimiento fue acuñada la frase "2 de octubre no se olvida" y cada año se realiza una marcha formada principalmente por estudiantes y sindicatos que inicia en la Plaza de las Tres Culturas y culmina en el Zócalo de la Ciudad de México.

### Terremoto de 1985 y derrumbe de las dos terceras partes del edificioNuevo León
Una de las zonas más castigadas por los sismos de 1985 fue Tlatelolco.  El sismo de 1985 afecto a doce edificios del conjunto Urbano Nonoalco Tlatelolco, el más notorio de ellos fue el edificio Nuevo León. La imagen del Nuevo León, un inmueble de 15 pisos con 288 departamentos derrumbado y con daños en cuatro de sus cinco secciones fue una de las más representativas del sismo de 1985. La reconstrucción de Tlatelolco fue una tarea delicada tanto política como técnica, pues aun antes del sismo había gran activismo político en la unidad habitacional, motivada por el cambio de régimen, las cuotas de administración y la falta de mantenimiento de los edificios.
El Plan de Reconstrucción Democrática de la Unidad Adolfo López Mateos Nonoalco Tlatelolco (PRENT) fue uno de cuatro programas de reconstrucción inéditos en América Latina. Se revisaron estructuras y se hicieron peritajes de los edificios.  En la reconstrucción de Tlatelolco se hicieron demoliciones en doce edificios, incluyendo el módulo sur del edificion Nuevo Leon, 32 edificios requirieron obras de recimientacion y reforzamiento además de trabajos de reducción de niveles en 60 de los 90 edificios restantes. Al inicio del PRENT, se estimo un costo aproximado de $38,103.5 millones de pesos de 1986.
Sobre el asunto, Monsiváis escribió:
"En 1974 [...] se inicia el movimiento al negarse a pagar un aumento de 20% en las cuotas de mantenimiento. Se convoca a una huelga de pagos y los residentes de 70 edificios se suman y exigen la auditoría de la Asociación Inmobiliaria S.A. que controla la unidad. En 1982 Fonhapo se encarga de la unidad, y el mayor problema es el edificio Nuevo León, cuyas condiciones agravadas provocan el desalojo general por unos meses. Se pelea la recimentación del inmueble. Hay una en 1983, pero no sirve de nada, al contrario, por los materiales y técnicas deficientes. Las autoridades prometen, pero desganadamente. Para los vecinos sólo existe un resumen de su actitud: 'fue un homicidio colectivo'."
Como consecuencia de estos sismos, además de la tragedia del edificio Nuevo León, un total de ocho edificios tuvieron que ser demolidos y otros cuatro reducidos en su altura a partir del 26 de julio de 1986.
En el lugar donde se encontraba el edificio Nuevo León hoy puede verse un reloj de sol, donde con una línea se marca la hora en que ocurrió el sismo del 19 de septiembre de 1985.

### El Centro Cultural Universitario Tlatelolco
El Centro Cultural Universitario Tlatelolco (CCUT) es un proyecto estratégico de la Universidad Nacional Autónoma de México (UNAM). El complejo arquitectónico que por casi cuatro décadas ocupó la Secretaría de Relaciones Exteriores (SRE) se incorporó al patrimonio inmobiliario universitario en noviembre de 2006, con el propósito exclusivo de crear un gran espacio cultural que anime y enriquezca, a través de diversos proyectos culturales, la vida comunitaria de la zona norte de la capital del país, ampliando el alcance de los programas académicos de la institución y dando cumplimiento a uno de los más importantes principios del espíritu universitario.
En conmemoración al centenario de la Universidad Autónoma de México, el Centro Cultural Universitario Tlatelolco cubre su exterior de figuras geométricas con colores rojos y azules, llamado “El faro Xipe Tótec” instalación lumínica de Thomas Glassford, inspirada en la mitología azteca. Esta obra llamada Xipe Tótec se venera al dios azteca, que según la leyenda, tras haber una hambruna, este dios se desolló para ofrecer su piel como alimento a los humanos y así resurgir. Este complejo arquitectónico es obra del arquitecto mexicano, Pedro Ramírez Vázquez.
En la segunda sección de la unidad, se encuentra el Jardín "Médicos por la Paz", donde se encuentran canchas de basquetbol, andadores con motivos alusivos a la paz mundial y el "ágora" donde se realizan diversos eventos culturales y artísticos.
El CCUT está ubicado en el costado suroriental de la Unidad Habitacional Nonoalco-Tlatelolco, en el cuadrángulo delimitado al norte por la zona arqueológica de Tlatelolco y la Plaza de las Tres Culturas; al sur, por la Avenida Ricardo Flores Magón; al poniente, por el Eje Central Lázaro Cárdenas, y al oriente, por áreas de servicios de la propia unidad habitacional.

## En la cultura

### Cine

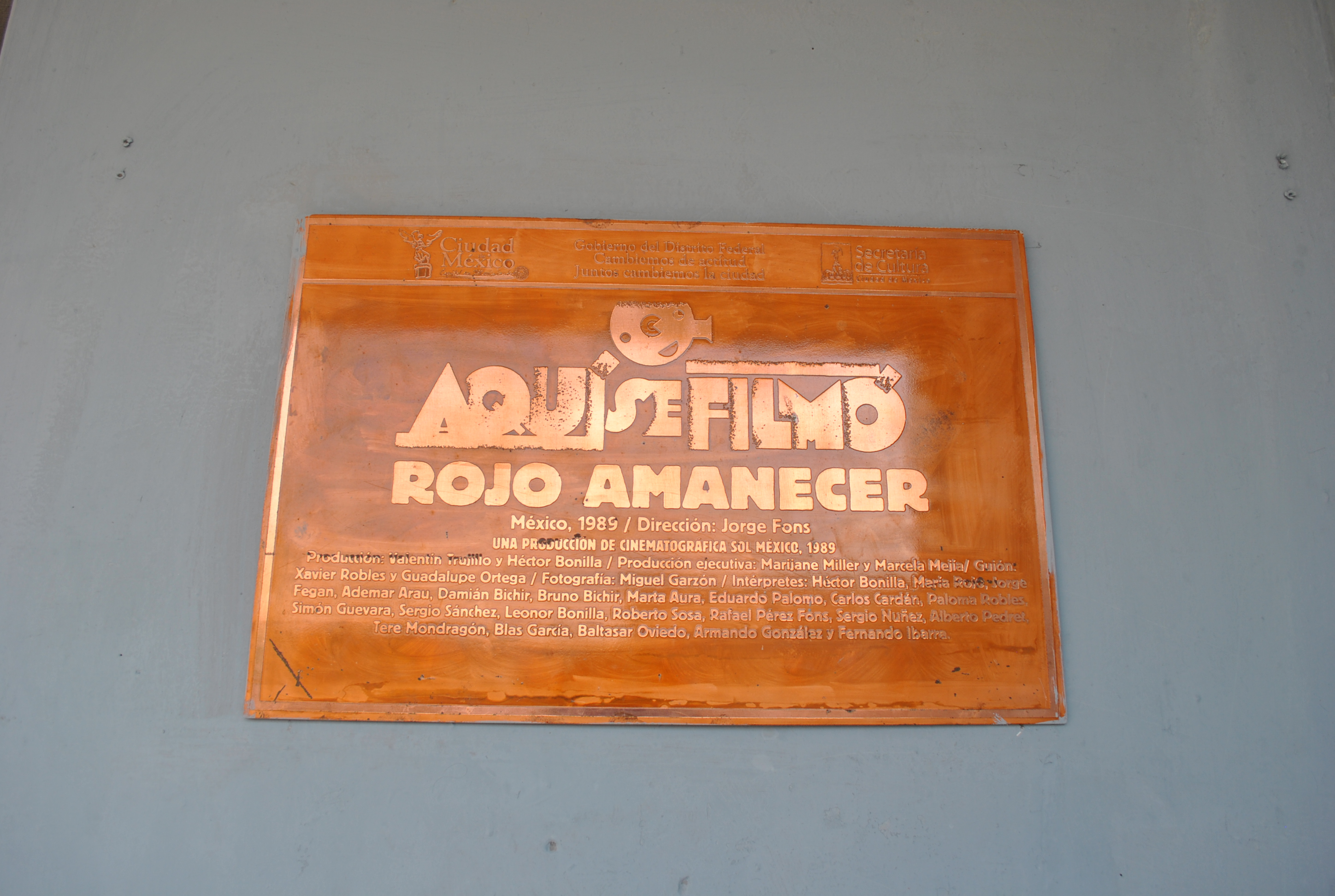
Placa que indica la filmación de la película Rojo Amanecer en la puerta del edificio Chihuahua.

- En el edificio Chihuahua y sus áreas comunes se filmó parte de la película Rojo Amanecer, en 1989. Cada escena no se rodó más de dos veces y los interiores del departamento se filmaron en una bodega, que sirvió de foro y donde se recrearon los detalles de uno de los departamentos del edificio. Dicha bodega se encontraba en la calle de López Mateos #50, cerca del Estadio Azteca.
- En la película Los reyes del volante (1965), los protagonistas Capulina y Viruta se mudan junto con su hija adoptiva a uno de los departamentos del conjunto. Esta fue la primera película rodada formalmente en el complejo habitacional, con apenas un año de haber sido inaugurado.
- La Plaza de las Tres Culturas y el edificio Chihuahua pueden verse en la cinta Los novios (1971), protagonizada por Silvia Pinal y Julio Alemán.
- La película Naufragio (1978) usa como escenario principal los corredores de la unidad habitacional y la estación del metro.
- La película Temporada de patos (2004), dirigida por Fernando Eimbcke, fue filmada en el edificio Niños Héroes, ubicado a un costado de la calle Lerdo y a espaldas del Hospital del IMSS 27. La historia transcurre casi en su totalidad dentro de un pequeño departamento, donde dos adolescentes pasan un domingo aparentemente monótono que poco a poco se convierte en una reflexión sobre la amistad, el aislamiento y la melancolía urbana. La arquitectura y los espacios del conjunto habitacional no solo funcionan como un telón de fondo, sino que también refuerzan la sensación de encierro y el paso pausado del tiempo, convirtiéndose en un personaje más dentro de la narrativa.
- La serie de televisión Hermanos y detectives (2009) tiene como escenario principal un edificio de la unidad habitacional, así como la Plaza de las Tres Culturas.
- Para la película Borrar de la memoria, del 2010, se recrearon los hechos del 2 de octubre de 1968, usando efectos especiales para regresar los edificios del complejo habitacional a su estado original con las fachadas de marcolita.
- En Tlatelolco, verano del 68 (2013) también se aborda el movimiento estudiantil de 1968, culminando con el 02 de octubre en la explanada de la Plaza de las Tres Culturas. También aparece el Jardín de Santiago e incluso una escena referencia a Rojo amanecer en el edificio Chihuahua.
- En la película biográfica Gloria (2014), basada en la vida de la cantante regiomontana Gloria Trevi, se filmó una escena en la Plaza de las Tres Culturas y en el edificio Chihuahua.
- La serie Un extraño enemigo (2018) aborda el conflicto estudiantil desde la óptica de Fernando Gutiérrez Barrios y el Gabinete de Gustavo Díaz Ordaz; el último episodio transcurre en la Plaza de las Tres Culturas recreando la tarde del 02 de octubre.
- En la película del 2021 Ok, Está bien, filme de Gabriela Ivette Sandoval, se filmó en Tlatelolco precisamente en el edificio Chihuahua y sus alrededores.
- En la serie Tengo que morir todas las noches(2023), inspirada en el libro de Guillermo Osorno, se filmaron escenas en el Jardín de Santiago y la tercera sección de la unidad habitacional.
- Para la serie Cada minuto cuenta (2024), cuyo eje central es el terremoto de México de 1985, se grabaron escenas en las tres secciones de la unidad habitacional, habilitando el edificio Chihuahua para simular el desaparecido edificio Nuevo León.

### Literatura
- El libro José Trigo, del escritor Fernando del Paso está basado en la lucha ferrocarrilera de los años 60, que tuvo la estación de trenes ubicada en Nonoalco Tlatelolco como escenario.

### Música
- La portada del disco Música libre de Los Búnkers fue fotografiado en la Plaza de las Tres Culturas.